# Syzygium rubrimolle
Syzygium rubrimolle là một loài thực vật có hoa trong Họ Đào kim nương. Loài này được B.Hyland miêu tả khoa học đầu tiên năm 1983.